# クワクワ
クワクワ(QwaQwa)はアパルトヘイト期の南アフリカ共和国に存在したバントゥースタン（ホームランド）。レソトに国境を接する旧オレンジ自由州東部の655㎢程度の非常に小さな地域を領土とし、首都はプチェディチアバ（Phuthaditjhaba）に置かれた。ソト語を話すソト人の「ホームランド」とされた。

## 歴史
1974年11月1日にクワクワは自治を認められ、ケネス・モペリを首席大臣とした。モペリはクワクワが併合されるまで首席大臣を務めた。
1994年4月27日の後、クワクワは解散し、南アフリカ初の民主的な総選挙の後でオレンジ自由州に統合された。